# Mangelia toreumata
Mangelia toreumata är en snäckart som beskrevs av Dall 1889. Mangelia toreumata ingår i släktet Mangelia och familjen kägelsnäckor. Inga underarter finns listade i Catalogue of Life.